# Allées couvertes de Sabatey
Les allées couvertes de Sabatey sont une petite nécropole néolithique, formée de deux dolmens, située à Bellefond dans le département français de la Gironde. 

## Historique
La première mention des édifices est due à Ch. Grellet-Balguerie qui en communique de l'allée no 1 en 1862. Vers 1870, Léo Drouyn en donne une description erronée où les deux dolmens correspondent aux deux extrémités d'un unique tumulus serpentiforme. En 1879, François Daleau identifie clairement les deux dolmens et fouille partiellement le premier. Les dolmens sont classés au titre des monuments historiques en 1889.

## Les allées

### Alléeno1
Le dolmen s'étire sur 9 m de long selon un axe ouest/est. Sa largeur varie entre 1,70 m au chevet et 0,80 m au centre de l'édifice. Il est délimité par six orthostates à gauche (de 0,80 à 1,60 m de long), cinq à droite (de 0,90 à 1,50 m) et une dalle de chevet de 1,50 m de long. La hauteur des orthostates décroit depuis le chevet vers l'ouverture (1,70 m au milieu, 0,80 m à l'entrée). On peut donc classer l'édifice parmi les allées couvertes du type allée d'Aquitaine.
Deux des tables de couvertures sont encore visibles. La première est effondrée dans l'entrée de l'allée. Elle mesure 3,20 m de long pour 1,70 m de large. La seconde est renversée à l'arrière de l'édifice et en partie enterrée. Le sol de l'allée a été dallé avec de grandes pierres soigneusement ajustées. Le tumulus était partiellement constitué de pierrailles en calcaire.

### Alléeno2
Le monument ayant servi de carrière pour la pierre, il est à l'état de ruines. Seul un côté, comportant cinq orthostates encore dressés et un sixième renversé au sol, demeure. Deux des tables de couverture subsistent dont une mesurant 3,20 m de long pour 2,30 m de large et environ 0,80 m d'épaisseur. L'ensemble de l'édifice devait mesurer environ 7 m de long à l'origine et était probablement une allée couverte du type allée d'Aquitaine.

## Mobilier funéraire
Léo Drouyn découvrit dans l'allée no 1 une dent humaine, un tesson de poterie noire et un fragment d'un objet en os. Daleau retrouva une autre partie de cet objet en os, en forme d'ancre, quelques ossements humains (débris de mâchoires), des silex et tessons, dont une partie est conservée au Musée d'Aquitaine dans la collection Daleau.

## Folklore
Le nom de Sabatey évoque un lieu de sabbat et indiquerait des pratiques de sorcellerie réelle ou imaginaire autour des édifices.